# Provincia di Nyanza
La provincia di Nyanza (in inglese: Nyanza Province) era una delle province del Kenya. Il capoluogo era Kisumu, la terza città del Kenya dopo Nairobi (la capitale) e Mombasa. La provincia occupava la parte sudoccidentale del paese e includeva il lago Vittoria. L'etnia predominante era quella Luo. Il nome della provincia significa "grande massa d'acqua" nella lingua del popolo Sukuma.

## Geografia antropica

### Suddivisioni amministrative
La provincia di Nyanza contava inizialmente 4 distretti (wilaya'at); negli anni 1990 il numero dei distretti è stato portato a 11:
| Distretto                         | Capoluogo |
| --------------------------------- | --------- |
| Bondo                             | Bondo     |
| Gucha o di Kisii Sud, o di Ogembo | Ogembo    |
| Homa Bay                          | Homa Bay  |
| Kisii o di Kisii Centro           | Kisii     |
| Kisumu                            | Kisumu    |
| Migori                            | Migori    |
| Nyamira o di Kisii Nord           | Nyamira   |
| Nyando                            | Awasi     |
| Rachuonyo                         | Oyugis    |
| Siaya                             | Siaya     |
| Suba                              | Mbita     |